# Trofeo Karlsberg 2010

Lawson Craddock der Gesamtsieger der 23. Trofeo Karlsberg

Die Trofeo Karlsberg 2010 war ein Straßenradrennen im Rahmen des UCI Men Juniors Nations’ Cup.
An diesem Etappenrennen nahmen 22 Junioren-Nationalteams teil. An vier Tagen bewältigten die Radrennfahrer der Jahrgänge 1992/93 454 km. Der US-Amerikaner Lawson Craddock schloss das Rennen als Gesamtführender ab und war nach Bobby Julich im Jahr 1989 der zweite US-Amerikaner, der die Trofeo gewinnen konnte.

## Live Ticker
Die 23. Trofeo Karlsberg was das erste Junioren Nations Cup Etappenrennen, das weltweit Live per „Ticker“ ins Internet übertragen wurde.
Nicht wie sonst üblich, wo Informationen von „Radio Tour“ verarbeitet werden, wurde dieses Rennen aus dem Auto des Rennleiters und dem Zielbus direkt in das Internet gestellt.

## Teilnehmende Mannschaften
Nationalmannschaften
- Belgien
- Dänemark
- Deutschland I
- Deutschland II
- Frankreich
- Italien
- Japan
- Kasachstan
- Niederlande
- Norwegen
- Österreich
- Portugal
- Russland
- Slowenien
- Slowakei
- Lettland
- Südafrika
- Tschechien
- Polen
- USA
- Belarus
- Großbritannien
- Luxemburg

## Etappen
| Datum   | Strecke                        | km    | Etappensieger   | zweiter             | dritter         | Gesamtführender |
| ------- | ------------------------------ | ----- | --------------- | ------------------- | --------------- | --------------- |
| 3. Juni | Niederwürzbach – Ommersheim    | 112,5 | Andrea Zordan   | Alexander Kamp      | Mike Teunissen  | Andrea Zordan   |
| 4. Juni | Lauterbach – Großrosseln       | 111,0 | Lawson Craddock | Alexander Grigorjew | Bob Jungels     | Lawson Craddock |
| 5. Juni | Riesweiler – Utweiler (EZF)    | 010,6 | Lawson Craddock | Bob Jungels         | Rafael Reis     | Lawson Craddock |
| 5. Juni | Homburg – Contwig – Homburg    | 098,0 | Bla Bogataj     | Jasha Sütterlin     | Leonel Coutinho | Lawson Craddock |
| 6. Juni | Walsheim – Gersheim – Walsheim | 122,0 | Jasha Sütterlin | Andrea Zordan       | Bob Jungels     | Lawson Craddock |